# Fernand Etgen
Fernand Etgen, luksemburški politik; * 10. marec 1957.
Je nekdanji luksemburški kmetijski minister in predsednik poslanske zbornice.

## Življenjepis

### Izobraževanje
Etgen se je med letoma 1971 in 1977 izobraževal na Lycée Classique v Diekirchu.

### Poklicno življenje
Etgen je poleg svoje politične kariere tudi javni uslužbenec, ki dela za pristojnosti za registracijo, premoženje in DDV.

### Politika
Po splošnih volitvah leta 2013 je bil Etgen 4. decembra 2013 imenovan na mesto ministra za kmetijstvo, vinogradništvo in zaščito potrošnikov ter minister za odnose s parlamentom.

### Druge politične funkcije
Ko se je Etgen leta 1979 pridružil luksemburški Demokratični stranki, je v mandatih 1979 do 1981 in od 1988 do 1993 postal član občinskega sveta Feulena in med letoma 1982 in 1987 starešina. Leta 1994 je postal župan, to funkcijo je opravljal do vstopa v vlado 4. decembra 2013.
Na državni ravni se je Etgen leta 2007 pridružil poslanski zbornici. Tam je med drugim opravljal funkcije podpredsednika komisije za javno funkcijo in upravno reformo, za medije in komuniciranje ter komisije za javna dela. Leta 2009 je bil na seznamu Demokratične stranke v volilni enoti Sever izvoljen v poslansko zbornico. Bil je podpredsednik komisije za notranje zadeve, širšo regijo in policijo, komisije za kmetijstvo, vinogradništvo in razvoj podeželja ter med letoma 2009 in 2013 komisije za javno funkcijo in upravno poenostavitev.